# Alexandru Davila
Alexandru Davila (Golești, 1862 – Bucarest, 1929) è stato uno scrittore, diplomatico e giornalista rumeno.
La sua principale opera fu un dramma pubblicato nel 1902 dal titolo Vlaicu-Voda (Il principe Vlaicu).